# Вестдорп
Вестдорп (нід. Westdorp) — село в нідерландській провінції Дренте. Входить до муніципалітету Боргер-Одорн.
Його площа становить 6,09 км², а населення станом на 2021 рік складало 135 осіб.